# Пам'ятки історії Мангушського району
У Мангушському районі Донецької області на обліку перебуває 23 пам'ятки історії.
| № пп | Охорон. номер | Найменування пам'ятки                                                            | Місцезнаходження пам'ятки                                                         | Рік встановлення                       | Автор                       | Рішення             |
| ---- | ------------- | -------------------------------------------------------------------------------- | --------------------------------------------------------------------------------- | -------------------------------------- | --------------------------- | ------------------- |
| 1.   | 1288          | Будинок, у якому розташовувався штаб партизанського загону.                      | Мангушська сел./р, смт Мангуш, просп. Миру.                                       | Будинок: початок ХХ ст. Дошка: 1967 р. | -                           | 17.12.1969 р. № 724 |
| 2.   | 1282          | Братська могила радянських воїнів і пам'ятник воїнам-землякам.                   | Мангушська сел./р, смт Мангуш, перехрестя просп. Миру і вул. Першотравневої.      | 1969 р. рек. 1995 р.                   | -                           | 17.12.1969 р. № 724 |
| 3.   | 833           | Пам'ятний знак на місці висадки морського десанту.                               | Мангушська сел./р, смт Мангуш, півд.-західна околиця, біля траси на м. Бердянськ. | 1997 р.                                | Архітектор: Мещанінов О.    | 29.03.1999 р. № 161 |
| 4.   | 1271          | Братська могила борців за Радянську владу.                                       | Мангушська сел./р, смт Мангуш, цвинтар.                                           | 1958 р.                                | -                           | 17.12.1969 р. № 724 |
| 5.   | 1274          | Братська могила підпільників.                                                    | Бердянська с/р, с. Бердянське, південно-західна околиця.                          | 1948 р.                                | -                           | 17.12.1969 р. № 724 |
| 6.   | 1273          | Братська могила радянських воїнів Південного фронту.                             | Бердянська с/р, с. Бердянське, сквер.                                             | 1960 р.                                | -                           | 17.12.1969 р. № 724 |
| 7.   | 1276          | Братська могила жертв фашизму.                                                   | Бердянська с/р, с. Приміське, східна околиця.                                     | 1949 р.                                | -                           | 17.12.1969 р. № 724 |
| 8.   | 1275          | Братська могила радянських воїнів Південного фронту.                             | Бердянська с/р, с. Приміське, центр села.                                         | 1961 р. рек. 1977 р.                   | -                           | 17.12.1969 р. № 724 |
| 9.   | 1277          | Братська могила радянських воїнів Південного фронту.                             | Покровська с/р, с. Покровське, вул. Транспортна.                                  | 1948 р. рек. 1980 р. рек. 1985 р.      | -                           | 17.12.1969 р. № 724 |
| 10.  | 1854          | Братська могила радянських воїнів Південного фронту.                             | Покровська с/р, с. Червоне, вул. Миру.                                            | 1958 р.                                | -                           | 13.04.1977 р. № 239 |
| 11.  | 1278          | Братська могила радянських воїнів і пам'ятник воїнам-односельчанам.              | Комишуватська с/р, с. Комушавате, центр села.                                     | 1971 р.                                | -                           | 17.12.1969 р. № 724 |
| 12.  | 1279          | Братська могила радянських воїнів Південного фронту.                             | Мелекинська с/р, с. Мелекине, вул. Виноградна.                                    | 1957 р. рек. 1985 р.                   | -                           | 17.12.1969 р. № 724 |
| 13.  | 1280          | Братська могила радянських воїнів Південного фронту.                             | Мелекинська с/р, с. Білосарайська Коса, цвинтар.                                  | 1965 р.                                | -                           | 17.12.1969 р. № 724 |
| 14.  | 1281          | Могила Редька М. І., радянського льотчика.                                       | Мелекинська с/р, с. Білосарайська Коса, цвинтар.                                  | 1965 р.                                | -                           | 17.12.1969 р. № 724 |
| 15.  | 1272          | Братська могила бійців громадянської війни.                                      | Стародубівська с/р, с. Стародубівка, цвинтар.                                     | 1960 р. рек. 1995 р.                   | -                           | 17.12.1969 р. № 724 |
| 16.  | 1284          | Братська могила радянських воїнів Південного фронту.                             | Стародубівська с/р, с. Стародубівка, цвинтар.                                     | 1958 р. рек. 1995 р.                   | -                           | 17.12.1969 р. № 724 |
| 17.  | 1286          | Братська могила радянських воїнів Південного фронту і пам'ятник односельчанам.   | Стародубівська с/р, с. Захарівка, площа.                                          | 1958 р. рек. 1995 р.                   | -                           | 17.12.1969 р. № 724 |
| 18.  | 1285          | Братська могила радянських воїнів Південного фронту.                             | Стародубівська с/р, с. Захарівка, вул. Радянська.                                 | 1959 р.                                | -                           | 17.12.1969 р. № 724 |
| 19.  | 1283          | Братська могила радянських воїнів Південного фронту.                             | Урзуфська с/р, с. Урзуф, сквер біля школи.                                        | 1963 р. рек. 1990 р.                   | -                           | 17.12.1969 р. № 724 |
| 20.  | 3287          | Могила Кульбакова Івана Євгеновича, воїна-афганця, молодшого сержанта.           | Урзуфська с/р, с. Урзуф, цвинтар.                                                 | 1981 р.                                | -                           | 14.07.1993 р. № 419 |
| 21.  | 1287          | Братська могила радянських воїнів Південного фронту і пам'ятник воїнам-землякам. | Ялтинська с/р, с. Ялта, вул. Радянська.                                           | 1951 р. рек. 1975 р.                   | Скульптор: Бузевський А. В. | 17.12.1969 р. № 724 |
| 22.  | 1289          | Пам'ятник В. І. Леніну                                                           | Мангушська сел./р, смт Мангуш, просп. Миру, 55.                                   | 1967 р.                                | Скульптор Яринбаш           | 17.12.1969 р. № 724 |
| 23.  | 1805          | Пам'ятник воїнам-односельчанам.                                                  | Покровська с/р, с. Покровське, вул. Чапаєва.                                      | 1967 р.                                | -                           | 13.04.1977 р. № 239 |